# Rapariegos
Rapariegos település Spanyolországban, Segovia tartományban. Rapariegos Martín Muñoz de la Dehesa, Donhierro, San Cristóbal de la Vega, Santiuste de San Juan Bautista, Nava de la Asunción és Codorniz községekkel határos. Lakosainak száma 194 fő (2024).

## Népesség
A település népessége az elmúlt években az alábbi módon változott:
| Lakosok száma | 263  | 246  | 250  | 244  | 224  | 208  | 194  | 205  | 198  | 194  |
|               | 2001 | 2004 | 2007 | 2009 | 2012 | 2014 | 2017 | 2019 | 2022 | 2024 |